# 益山駅
座標: 北緯35度56分29.89秒 東経126度56分44.87秒 / 北緯35.9416361度 東経126.9457972度
益山駅（イクサンえき）は、大韓民国全北特別自治道益山市昌仁洞2街にある韓国鉄道公社（KORAIL）の駅である。

## 概要
湖南線と全羅線の分岐駅であり、さらに湖南高速線、長項線も乗り入れる交通の要所であり、各路線全ての列車が停車する。湖南高速線、湖南線龍山方面から全羅線に直通する列車がある。
また、ソウル駅より長項線を走行してきた観光列車「西海金光列車（G-Train）」も当駅が終着駅である。
なお、湖南高速線は当駅から駅南側の平和陸橋付近まで、湖南線との線路共用区間（線籍上は重複扱い）となっており、今後別線化工事が行われる予定である。

## 利用可能な路線
- 韓国鉄道公社
  - 湖南高速線（KTX） - 一部列車は、当駅にて湖南線方面列車と全羅線方面列車の分割併合を行う。
  - 湖南線
  - 全羅線
  - 長項線

## 駅構造
- 島式ホーム5面10線の地上駅。

| のりば | 路線                 | 種別                                   | 行先                                               |
| ------ | -------------------- | -------------------------------------- | -------------------------------------------------- |
| 1      | 全羅線（下り）       | ITX-セマウル・ムグンファ号             | 全州・南原・順天・麗水エキスポ方面                 |
| 2      | 湖南線（下り）       | ITX-セマウル・セマウル号・ムグンファ号 | 井邑・光州松汀・光州・木浦・順天（西光州経由）方面 |
| 2      | 全羅線（下り）       | KTX                                    | 全州・順天・麗水エキスポ方面                       |
| 3・4   | 湖南高速線（下り）   | KTX                                    | 光州松汀・木浦方面                                 |
| 3・4   | 全羅線（下り）       | KTX                                    | 全州・順天・麗水エキスポ方面                       |
| 5・6   | 湖南高速線（上り）   | KTX                                    | 公州・龍山方面                                     |
| 7      | 湖南線（上り）       | ITX-セマウル・ムグンファ号             | 論山・西大田・天安・水原・龍山方面                 |
| 8      | 全羅線（上り）       | KTX・ITX-セマウル・ムグンファ号        | 論山・西大田・天安・水原・龍山・幸信方面           |
| 8      | 湖南線（上り）       | KTX                                    | 論山・西大田・天安牙山・光明・龍山・幸信方面       |
| 9・10  | 長項線（上り・下り） | セマウル号・ムグンファ号               | 群山・長項・大川・洪城・龍山・西大田方面           |

## 駅周辺

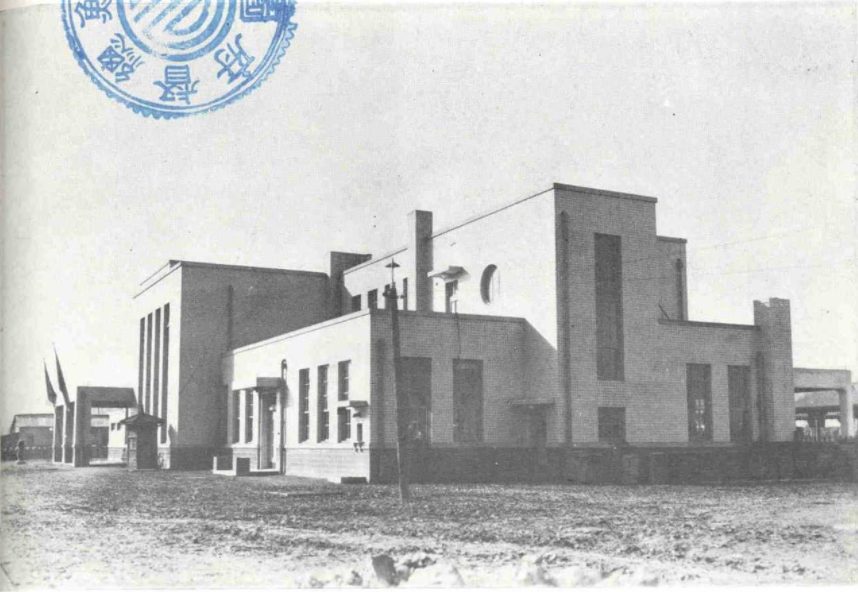
日本統治時代の裡里駅舎（1938年）

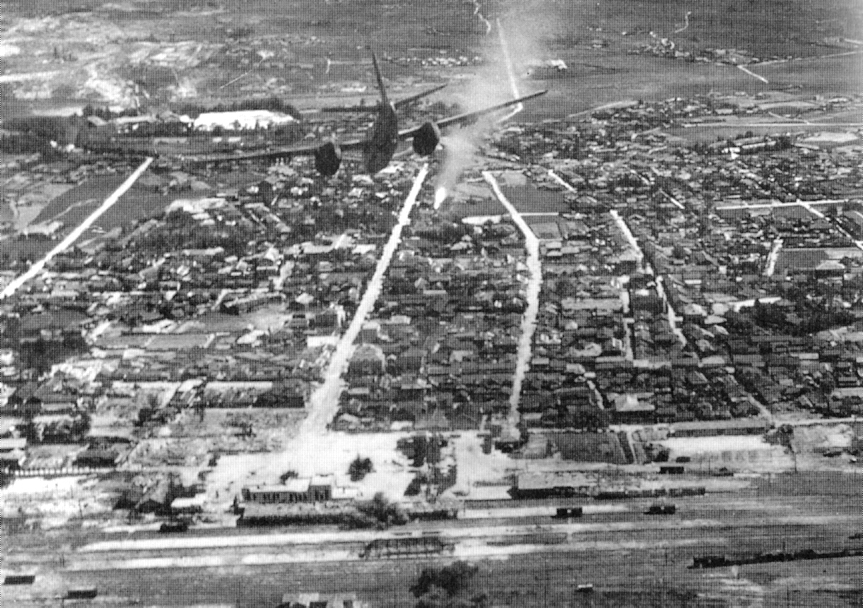
朝鮮戦争中の1950年9月、仁川上陸作戦の欺瞞のために裡里駅ヤードを爆撃する米軍のB-26爆撃機

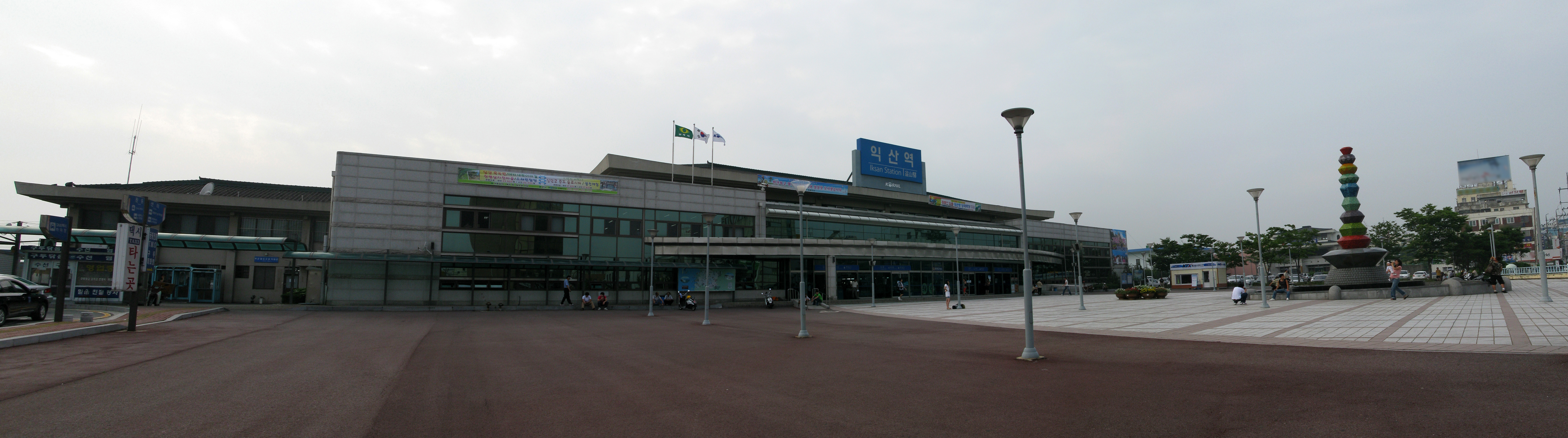
旧駅舎（2009年）

- 毎日中央市場
- 益山駅市外バス停留所
- 中央洞住民センター
- 裡里中央初等学校
- 裡一女子中学校
- 益山中央洞郵便局
- NH農協銀行益山中央支店
- ウリィ銀行益山支店
- 中小企業銀行益山中央支店
- 新韓銀行益山中央店
- 韓国スタンダードチャータード銀行益山支店

## 歴史
- 1912年3月6日 - 湖南線開通により裡里駅として開業。
- 1977年11月11日 - 午後9時15分頃、当駅停車中の貨物列車に満載のダイナマイトが、列車乗務員（警備員）の火の不始末から爆発。駅舎を含む半径500mの範囲の建物が破壊され、死者59名、重軽傷者1,100名以上の大惨事となった。裡里駅爆発事故を参照。
- 1978年11月10日 - 爆発事故により崩壊した駅舎に代わり、新しい駅舎が共用を開始[1]。
- 1995年9月1日 - 駅名を益山駅へ改称[2]。
- 2004年4月1日 - KTX運行開始。
- 2014年11月29日 - 再度建て替えが行われ、新駅舎での営業を開始。
- 2015年4月2日 - 湖南高速線が開業[3]。

## 隣の駅
韓国鉄道公社
湖南高速鉄道
KTX（高速線経由）※停車駅は列車により異なる。
公州駅 - 益山駅 - 井邑駅
KTX（全羅線直通）※公州方の停車駅は列車により異なる。
公州駅 - 益山駅 - 全州駅
KTX（西大田経由）
論山駅 - 益山駅
湖南線
咸悦駅 - (黄登駅) - 益山駅 - (芙蓉駅) - (臥龍駅) - 金堤駅
全羅線
益山駅 - (東益山駅) - 参礼駅
長項線
大野駅- (木川信号所) - 益山駅